# Jared Cannonier
Jared Christopher Cannonier (født 16. marts 1984 i Dallas, Texas, USA) er en amerikansk professionel MMA-udøver, der konkurrerer i middleweight-divisionen i Ultimate Fighting Championship (UFC). Pr 1. oktober, 2019 er han nr. 5 på UFC's middleweight-rangliste.

## MMA-karriere

### Tidlig karriere
Cannonier begyndte sin karriere inden for MMA i begyndelsen af 2011 og vandt sine to første kampe på knockout. I juni 2011 debuterede han som professionel MMA-kæmper i Alaska. Han kæmpede sporadisk i løbet af de næste fem år og opbyggede en rekordliste på 7-0.

### Ultimate Fighting Championship

#### 2014
I oktober 2014 blev det annonceret, at Cannonier havde underskrevet med UFC. I sin debut mødte han Shawn Jordan i en heavyweight-kamp på UFC 182 den 3. januar 2014. Han tabte kampen via knockout i første runde.

#### 2016
Efter en 18 måneders lang afskedigelse vendte Cannonier tilbage og mødte Cyril Asker den 10. april 2016 på UFC Fight Night: Rothwell vs. dos Santos. Han besejrede Asker på knockout via en kombination af albuer og slag. Sejren tildelte ligeledes Cannonier hans første Performance of the Night- bonuspris.
I sin tredje kamp for organisationen rykkede Cannonier ned i en vægtklasse til light heavyweight-divisionen. Han mødte Ion Cuțelaba den 3. december 2016 på The Ultimate Fighter 24 Finale. Cannonier vandt kampen via enstemmig afgørelse. Kampen tildete også Cannonier hans anden påfølgende bonuspris, da han og Cuțelaba vandt Fight of the Night.

#### 2017
Cannonier mødte Glover Teixeira den 11. februar 2017 på UFC 208. Han tabte kampen via enstemmig afgørelse.
Cannonier skulle have mødt Steve Bossé den 7. juli 2017 på The Ultimate Fighter 25 Finale. Dog blev Bossé fjernet fra kampen få dage før begivenheden og blev erstattet af organisationens nykommer Nick Roehrick. Cannonier vandt kampen via TKO i tredje omgang.
Cannonier skulle have mødt Antônio Rogério Nogueira den 16. december 2017 på UFC på Fox 26. Den 19. oktober blev det imidlertid meddelt, at Nogueira blev trukket fra programmet, efter at USADA blev underrettet om en mulig dopingovertrædelse. Cannonier mødte i stedet Jan Błachowicz. Han tabte kampen via enstemmig afgørelse.

#### 2018
Cannonier mødte Dominick Reyes den 19. maj 2018 på UFC Fight Night 129. Han tabte kampen via TKO i første omgang.
Cannonier skulle have mødt Alessio Di Chirico i en middleweight-kamp den 17. november 2018 på UFC Fight Night 140. Det blev imidlertid rapporteret den 19. oktober 2018, at Cannonier i stedet skulle møde David Branch på UFC 230. Han vandt kampen via teknisk knockout i 2. omgang. Denne sejr gav ham Performance of the Night- prisen.

#### 2019
Cannonier mødte den tidligere UFC-middleweightmester Anderson Silva den 11. maj 2019 på UFC 237. Han vandt kampen via TKO i første omgang efter et spark til Silvas højre ben, der gjorde ham ude af stand til at fortsætte.
Cannonier mødte svensk-norske Jack Hermansson den 28. september 2019 i UFC 's hovedbegivenhed på ESPN + 18 i København. Han vandt via TKO i 2. omgang. Sejren tildelte også Cannonier hans tredje Performance of the Night- bonuspræmie.

## Mesterskaber og præstationer

### MMA
- Ultimate Fighting Championship
  - Fight of the Night (1 gang) vs. Ion Cuțelaba
  - Performance of the Night (3 gange) vs. Cyril Asker, David Branch og Jack Hermansson[11][26][32]
- Alaska Fighting Championship
  - AFC Heavyweight Champion (1 gang)